# Beat Torrent
Pour les articles homonymes, voir Atom.
Ne doit pas être confondu avec BitTorrent (homonymie).
Beat Torrent est un duo composé des deux DJs et VJs nantais Atom et Pfel, également membres du groupe de turntablism C2C (quatre fois champions du monde DMC par équipe) aux côtés de 20Syl et Greem.
Leur particularité est de mixer ou remixer des musiques hip-hop, électroniques ou rock tout en scratchant des échantillons. Depuis la fin de l'année 2008, ils sont accompagnés lors de leur Set d'une vidéo projetée et synchronisée avec leurs vinyles grâce au logiciel Scratch Live et au plugin Vidéo de la compagnie Serato.               
Beat Torrent s'inspire beaucoup de Dj's comme Daft Punk, DJ Zebra ou encore les Belges de 2 Many DJ's.
En 2009, ils sont élus parmi les révélations du Printemps de Bourges.[réf. nécessaire] Le 8 novembre 2010, leur nouvel album intitulé Reworks. From Deejaying to Production est disponible, avec des remixes de Birdy Nam Nam, Naive New Beaters, Beat Assaillant, Lexicon…